# Chukchansi Park
O Chukchansi Park é um estádio localizado em Fresno, estado da Califórnia, nos Estados Unidos, possui capacidade total para 10.500 pessoas, é a casa do Fresno Grizzlies, time de beisebol que disputa a liga menor Pacific Coast League, também já foi a casa do time de futebol Fresno FC que disputava a USL Championship, o estádio foi inaugurado em 2002.